# Земля Голл
Земля Голл — півострів на крайньому північному заході Гренландії. Це частина Північно-Східного національного парку Гренландії. Земля Голл — одне з найхолодніших місць Гренландії.

## Історія
Земля Голл була названа на честь Чарльза Френсіса Голла, керівника експедиції Поларіс 1871 року. 
Останній живий олень, про якого повідомляли з Північної Гренландії, був помічений у землі Голл в 1922 році. Це, швидше за все, був пірі карібу, який збився через канал з острова Елсмір. 

## Географія
Земля Голл розташована на північний схід від землі Даугаард-Йенсен та південний захід від землі Найбо . На півночі її оточує канал Робесон протоки Нарес, а на сході - затока Ньюман . Басейн Холу, фіорд Петерманна та льодовик Петерманн позначають західні межі землі Голл. На півдні та південному сході півострів прикріплений до материка та його льодовикової шапки .
Льодовик Polaris Foreland лежить в півночі землі Голл за межами хребта Гауг.  1 094 метри (3 589 фут) гора Кайзер, найвища висота півострова, розташована на північно-східному кінці хребта. 
|  |  |

## Дивитися також
- Санний патруль Сіріус

## Зовнішні посилання
- Пізня четвертинна історія Холла Ленд, північно-західна Гренландія [Архівовано 2 червня 2021 у Wayback Machine.]
- Обмеження льоду в районі Холл